# エモニ・ベイツ
- イマニ・ベイツ

エモニ・ジェームズ＝ウェイン・ベイツ（Emoni James-Wayne Bates, 2004年1月28日 - ）は、アメリカ合衆国ミシガン州アナーバー出身のプロバスケットボール選手。NBAのクリーブランド・キャバリアーズにツーウェイ契約で所属している。ポジションはスモールフォワード。

## 経歴

### 生い立ち
ミシガン大学内の病院で生まれ、3歳のときからバスケを始める。しばしばバスケットボールを抱えて眠り、家の周りをドリブルしていたという。元プロバスケットボール選手である父に指導されて育った。

### ハイスクール

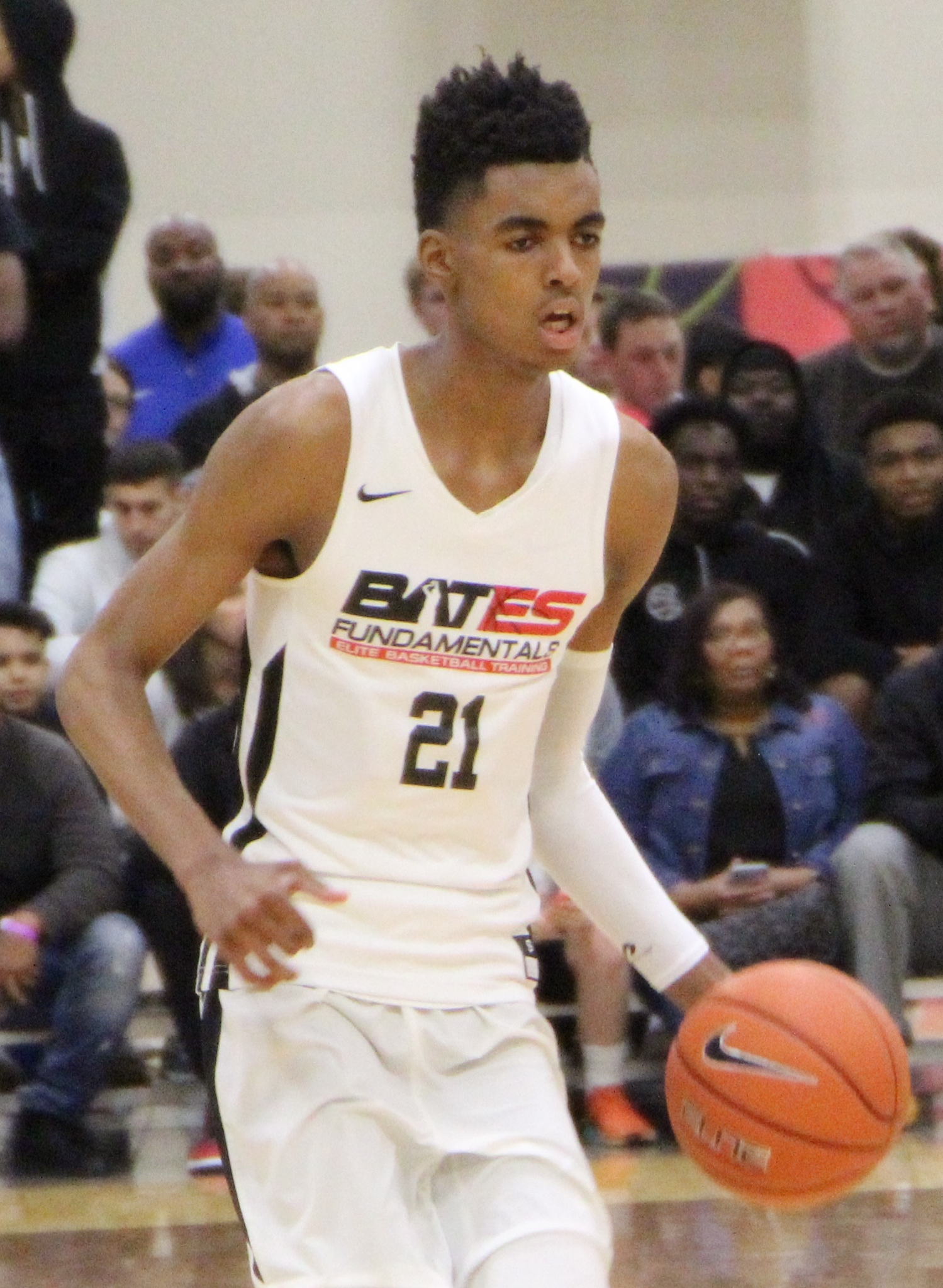
ナイキ・EYBLでのベイツ(2019年)

父の長年のチームメイトであり友人のジェシー・デイビスがヘッドコーチを務めるリンカーン高等学校に進学。2018年11月26日にデビューし、32得点・15リバウンドを記録しチームを勝利に導いた。その後も1年目ながらエースとして活躍し、このシーズンは平均28.5得点・10.2リバウンドの成績を記録。ミシガン州のゲータレード年間最優秀選手賞した。これらの活躍から、247スポーツのエバン・ダニエルズから「レブロン・ジェームズ以来で最高の才能を持つ高校生」と評された。

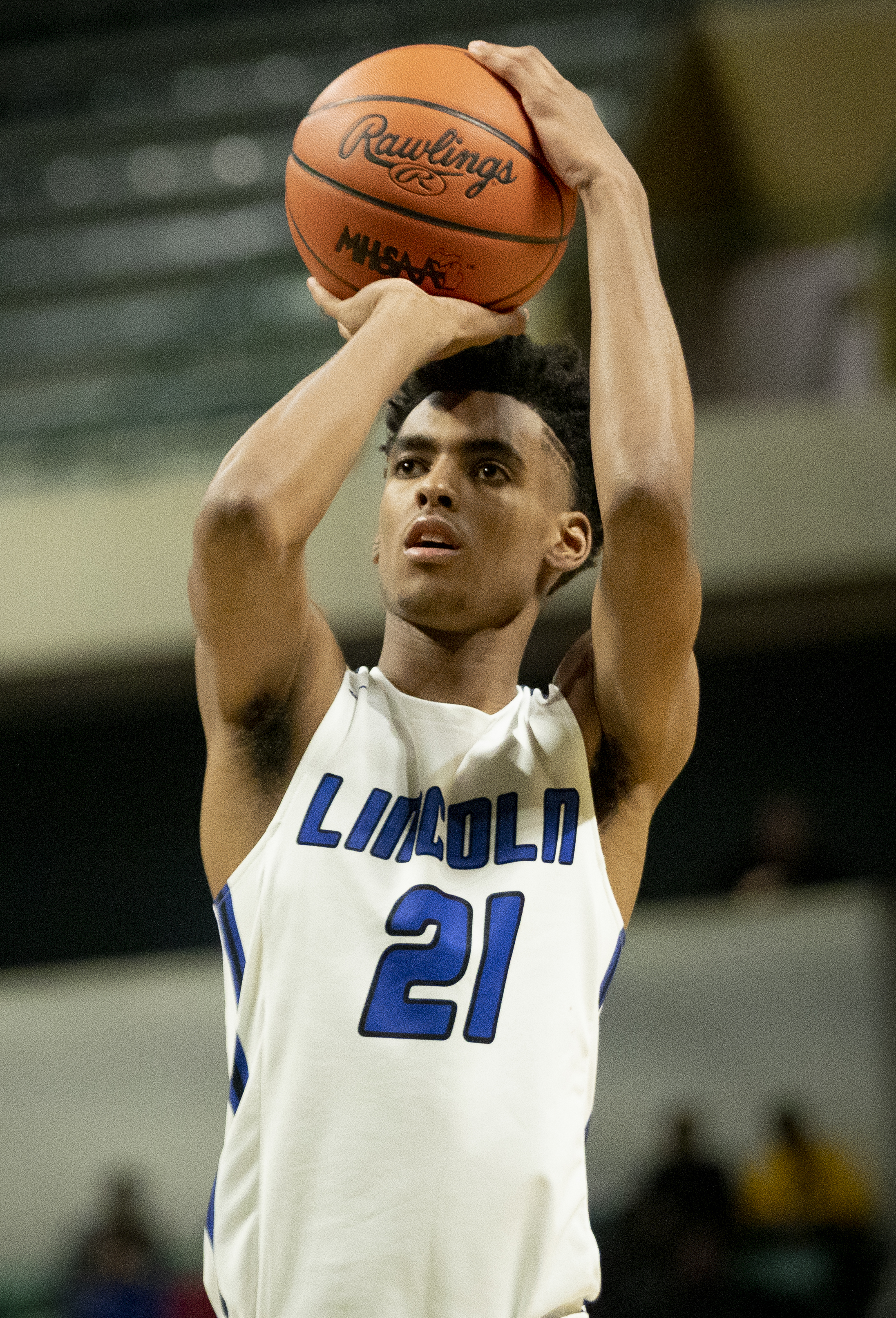
フリースローを放つベイツ(2019年)

2年目のシーズン開幕前の2019年11月4日に発売されたスポーツ・イラストレイテッドの表紙を飾った。このシーズンもエースとして活躍し、2020年1月27日の試合では42得点を記録。この日は幼い頃からの憧れの存在であったコービー・ブライアントがヘリコプター事故で急逝し、追悼の意を込め彼の現役時代の背番号である24番のジャージを着用していた。このシーズンは前年からさらに成績を伸ばし、平均32.3得点・9.0リバウンド・3.0アシスト・2.1スティールの成績を記録。アメリカ全体のゲータレード年間最優秀選手賞を史上始めて2年生で受賞した。
3年目のシーズンが始まる前に、父が新たに設立したイプシランティ・プレップアカデミーへ転校することを発表した。2020年11月12日にはチェット・ホルムグレン擁するチーム・シズルとエキシビションマッチを行い、試合には敗れたものの36得点を記録した。このシーズンは平均23.0得点・5.8リバウンド・3.0アシスト・2.2スティールの成績を記録し、ネイスミス年間最優秀選手賞のファイナリストにも選出された。

### リクルート
2022年のクラスの中で最大級の評価を受け、ESPN、ライバルズ、247スポーツの主要3サイトから5つ星評価され、その全てで全体1位にランクインした。中学生の時点で既にNCAAのデポール大学からオファーを受けており、高校1年目のシーズン終了後にはミシガン大学、ミシガン州立大学、デューク大学からオファーを受けた。そして高校での活躍から、多くのアナリストたちに「世代を問わず最高の高校生プレイヤー」と評された。その後、2020年6月29日にスポーツセンターのライブインタビューにて、ミシガン州立大学への進学を決断したことを発表した。しかし2021年4月30日にこれを撤回し、進学先を再検討することを明かした。その後8月24日に、ペニー・ハーダウェイがヘッドコーチを務めるメンフィス大学への進学を発表した。
| 氏名 | 出身                                                                                | 高校 / 大学                             | 身長               | 体重           | コミット日    |
| --- | ----------------------------------------------------------------------------------- | --------------------------------------- | ------------------ | -------------- | ------------- |
| エモニ・ベイツ SF | イプシランティ                                                                      | イプシランティ・プレップアカデミー (MI) | 6 ft 9 in (2.06 m) | 205 lb (93 kg) | 2020年6月29日 |
| エモニ・ベイツ SF | リクルート スターレーティング: Scout: N/A Rivals: 247Sports: ESPN: ESPNグレード: 98 |                                         |                    |                |               |
| 全リクルート順位: Rivals: 1 247Sports: 1 ESPN: 1 |                                                                                     |                                         |                    |                |               |
| - 注意: 多くの場合、Scout、Rivals、247Sports、ESPNの間で身長、体重が一致しない可能性がある。 - これらの場合、平均をとっている。ESPNグレードは100ポイントスケールに基づいている。 出典: - “2022 Team Ranking”. Rivals.com. 2021年5月7日閲覧。 |                                                                                     |                                         |                    |                |               |

### カレッジ

#### メンフィス
学年変更して卒業を1年早めていたこともあり、17歳でカレッジバスケットボールの最年少選手としてデビューした。激しい順位争いが始まると、ヘッドコーチのペニー・ハーダウェイにポイントガードを任されるようになった12月に指の怪我を負い、3試合を欠場した。その後、腰の負傷でAACトーナメントを含む12試合を欠場し、 NCAA トーナメントで復帰した。このシーズンは18 試合に出場して平均9.7得点・3.3リバウンド・フィールドゴール成功率は38.6%と苦戦し、 シーズン開幕前に予想された活躍をできず、評価を大幅に下げた。

#### イースタンミシガン
2年目のシーズン開幕前にイースタンミシガン大学へ転校した。他にはミシガン大学、アーカンソー大学、シートン・ホール大学、デポール大学、ルイビル大学などからもオファーを受けていた。シーズン前の2022年9月19日に銃の所持容疑で逮捕され、チームから出場停止処分を受けた。訴追の取り下げにつながる司法取引の後、10月13日に釈放された。理由は明かされていないが、ウェイン州立大学とのチームの開幕戦には出場しなかった。2022年11月11日にシーズン初出場し、30得点を記録した 。2023年1月24日のトレド大学戦では43得点を記録した。シーズン終了後、2023年のNBAドラフトにアーリーエントリーした。

### クリーブランド・キャバリアーズ
2023年のNBAドラフトで、２巡目全体49位でクリーブランド・キャバリアーズに指名された。2023年7月8日、正式にキャバリアーズとツーウェイ契約を締結した。

## 個人成績

### NBA

#### レギュラーシーズン
| シーズン | チーム | GP | GS | MPG | FG%  | 3P%  | FT%  | RPG | APG | SPG | BPG | PPG |
| -------- | ------ | -- | -- | --- | ---- | ---- | ---- | --- | --- | --- | --- | --- |
| 2023–24  | CLE    | 15 | 0  | 8.9 | .306 | .303 | .250 | .9  | .7  | .1  | .1  | 2.7 |
| 2024–25  | CLE    | 10 | 0  | 7.5 | .342 | .367 | ---  | .7  | .8  | .1  | .1  | 3.7 |
| 通算     | 通算   | 25 | 0  | 8.3 | .322 | .333 | .250 | .8  | .7  | .1  | .1  | 3.1 |

### カレッジ
| シーズン | チーム     | GP | GS | MPG  | FG%  | 3P%  | FT%  | RPG | APG | SPG | BPG | PPG  |
| -------- | ---------- | -- | -- | ---- | ---- | ---- | ---- | --- | --- | --- | --- | ---- |
| 2021–22  | メンフィス | 18 | 13 | 23.4 | .386 | .329 | .646 | 3.3 | 1.3 | .6  | .3  | 9.7  |
| 2022–23  | EMU        | 25 | 25 | 33.6 | .419 | .346 | .802 | 5.6 | 1.5 | .8  | .5  | 20.2 |
| 通算     | 通算       | 43 | 38 | 29.3 | .409 | .341 | .760 | 4.6 | 1.4 | .7  | .4  | 15.8 |